# Mircea Bucur
Mircea Bucur (n. 4 iulie 1948) este un deputat român în legislatura 2000-2004, ales în județul Sibiu pe listele partidului PSD.

## Legături externe
- Mircea Bucur Arhivat în 28 mai 2024, la Wayback Machine. la cdep.ro